# Бель-Фуш (Південна Дакота)
Бель-Фуш (англ. Belle Fourche) — місто (англ. city) в США, в окрузі Б'ютт штату Південна Дакота. Населення — 5617 осіб (2020).

## Географія
Бель-Фуш розташований за координатами 44°39′50″ пн. ш. 103°51′34″ зх. д. / 44.66389° пн. ш. 103.85944° зх. д. (44.663930, -103.859375).  За даними Бюро перепису населення США в 2010 році місто мало площу 22,29 км², з яких 22,10 км² — суходіл та 0,19 км² — водойми.

### Клімат
| Клімат : Бель-Фуш                                          | Клімат : Бель-Фуш | Клімат : Бель-Фуш | Клімат : Бель-Фуш | Клімат : Бель-Фуш | Клімат : Бель-Фуш | Клімат : Бель-Фуш | Клімат : Бель-Фуш | Клімат : Бель-Фуш | Клімат : Бель-Фуш | Клімат : Бель-Фуш | Клімат : Бель-Фуш | Клімат : Бель-Фуш | Клімат : Бель-Фуш |
| Показник                                                   | Січ.              | Лют.              | Бер.              | Квіт.             | Трав.             | Черв.             | Лип.              | Серп.             | Вер.              | Жовт.             | Лист.             | Груд.             | Рік               |
| Абсолютний максимум, °C                                    | 22,2              | 22,8              | 27,8              | 33,9              | 36,1              | 41,7              | 43,3              | 42,2              | 41,7              | 34,4              | 28,3              | 23,3              | 43,3              |
| Середній максимум, °C                                      | 3,9               | 5,0               | 10,0              | 16,7              | 21,1              | 27,2              | 31,7              | 31,1              | 25,6              | 17,8              | 8,9               | 3,3               | 16,9              |
| Середній мінімум, °C                                       | −10,6             | −9,4              | −5                | 0,6               | 6,1               | 11,1              | 14,4              | 13,3              | 7,2               | 1,1               | −5                | −10,6             | 1,2               |
| Абсолютний мінімум, °C                                     | −37,2             | −35,6             | −34,4             | −18,3             | −9,4              | −1,7              | 2,8               | 2,2               | −7,8              | −24,4             | −32,2             | −42,2             | −42,2             |
| Норма опадів, мм                                           | 9                 | 12                | 29                | 50                | 79                | 71                | 51                | 36                | 39                | 41                | 20                | 16                | 453               |
| ---------------------------------------------------------- | ----------------- | ----------------- | ----------------- | ----------------- | ----------------- | ----------------- | ----------------- | ----------------- | ----------------- | ----------------- | ----------------- | ----------------- | ----------------- |
| Джерело: The Weather Channel (Historical Monthly Averages) |                   |                   |                   |                   |                   |                   |                   |                   |                   |                   |                   |                   |                   |

## Демографія
Згідно з переписом 2010 року, у місті мешкали 5594 особи в 2322 домогосподарствах у складі 1461 родини. Густота населення становила 251 особа/км².  Було 2511 помешкання (113/км²).
Расовий склад населення:
| - 93,6 % — білих - 2,1 % — корінних американців - 0,3 % — азіатів - 0,2 % — чорних або афроамериканців - 0,1 % — вихідців з тихоокеанських островів - 1,3 % — осіб інших рас |

До двох чи більше рас належало 2,6 %. Частка іспаномовних становила 4,1 % від усіх жителів.
За віковим діапазоном населення розподілялося таким чином: 26,2 % — особи молодші 18 років, 58,2 % — особи у віці 18—64 років, 15,6 % — особи у віці 65 років та старші. Медіана віку мешканця становила 36,1 року. На 100 осіб жіночої статі у місті припадало 95,9 чоловіків;  на 100 жінок у віці від 18 років та старших — 92,5 чоловіків також старших 18 років.
Середній дохід на одне домашнє господарство  становив 51 947 доларів США (медіана — 39 179), а середній дохід на одну сім'ю — 66 553 долари (медіана — 53 317). Медіана доходів становила 42 035 доларів для чоловіків та 28 241 долар для жінок. За межею бідності перебувало 11,4 % осіб, у тому числі 7,3 % дітей у віці до 18 років та 10,5 % осіб у віці 65 років та старших.
Цивільне працевлаштоване населення становило 2812 осіб. Основні галузі зайнятості: освіта, охорона здоров'я та соціальна допомога — 21,5 %, роздрібна торгівля — 15,1 %, сільське господарство, лісництво, риболовля — 11,4 %, виробництво — 9,9 %.